# Étienne Desmarteau
Joseph-Étienne Desmarteau (født 4. februar 1873, død 29. oktober 1905) var en canadisk atlet, som deltog i OL 1904 i St. Louis.
Desmarteau begyndte at dyrke atletik i begyndelsen af 1900-tallet, og han vandt en konkurrence i 1902 i vægtkast, hvor han besejrede guldvinderen fra OL 1900, amerikaneren John Flanagan. Han satte sig derpå et mål om at komme med til OL 1904 i St. Louis. Han stillede her op i vægtkast som eneste deltager, der ikke var fra USA, og i sit første kast nåede han ud på 10,46 m med vægten på 56 pund, hvilket viste sig at blive det længste kast. Han nærmeste konkurrent var Flanagan, der dog kun nåede 10,16 m, mens tredjepladsen gik til James Mitchel med 10,13 m. Han deltog ved legene også i en handicap-udgave af vægtkast, hvor han blev nummer fire; der var dog tale om en uofficiel begivenhed.
Desmarteau havde efter at være flyttet til Montreal arbejdet som metalstøber, inden han i 1901 gik ind i politiet i byen. Han blev snart lidt af en helt, da han reddede en familie fra at blive ofre for en påsat brand. Imidlertid ville politiet ikke give ham lov til at deltage i OL, og da han alligevel tog af sted, blev han afskediget. Imidlertid indbragte hans guldmedalje ved legene ham stor offentlig opmærksomhed og en stor velkomst, da han vendte hjem, og han blev genansat ved politiet. Efterfølgende satte han ny rekord i vægtkast i 1905, men senere samme år døde han af tyfus.
Han blev optaget i Canada Sports Hall of Fame i 1955, og Centre Étienne Desmarteau, et sportsanlæg i Montreal, der blandt andet blev anvendt til basketball-turneringen ved OL 1976, er opkaldt efter ham.